# Десенська ГЕС
Десенська ГЕС — гідроелектростанція, яка будувалася на річці Десенці на околиці Києва з 19 вересня 1924 року по липень 1925 року. Станцію планувалося завершити до 10-ї річниці Жовтневої революції 7 листопада 1927 року. Будівництво було зупинене через визнання невигідності проєкту на користь КРЕС, яку збудували на Рибальському острові 1 травня 1930 року.

## Історія

### Передумови
Одна з перших крупних ГЕС, яку розпочали будувати у новоствореному СРСР.
Встановлена потужність станції мала бути  9300 кінських сил (6,84 МВт),  що на 29,5% більше ніж у Алавердинської ГЕС - найпотужнішої у Російській імперії на 1917 рік. 

### Проект
Через недостатній вітчизняний досвід у будівництві ГЕС, розробку робочого проєкту станції замовили у австрійського Технічного бюро  проектування та будівництва Інженера J. Pfletschinger & Komp. з Відня та Граца. Вартість проєкту становила 70 тисяч карбованців.
Наприкінці жовтня 1924 року представник компанії приїздив до Києва для надання консультацій. Після цього начальник Десенстрою Марьясін поїхав до Відня для узгодження деталей проєкту.
Перша станція в СРСР, що мала працювати на низькому спаді води завдяки турбінам Каплана.
За рахунок підйому води у Десні на 4 метри планувалося покращити судохідність річки. Зокрема, передбачалося прибрати небезпечні мілини, такі як "Свиноїдівська" поблизу сучасного села Рожни.
Поява станції мала сприяти елекрифікації населених пунктів на лівому березі Дніпра.

## Основні характеристики
Кошторис будівництва - 6,5 млн карбованців.
19.07.1924 начальником "Десенбуду" призначили 29-річного Лазаря Мар'ясіна, який до того протягом 2 років був управляючим комунальними підприємствами Києва.
19.09.1924 - закладення будівництва  
4.5.1925 на засіданні Губвиконком забронював для будівництва станції 400 тисяч карбованців 